# Hydriomena bivirgata
Hydriomena bivirgata là một loài bướm đêm trong họ Geometridae.